# The Battle of the Bands
The Battle of the Bands – minialbum niemieckiego zespołu punkrockowego Die Toten Hosen, wydany w 1985 roku.

## Lista utworów
1. „Faust in der Tasche” (Frege, von Holst/Frege) – 3:55
2. „Head over Heels” (Trimpop/Frege) – 4:05
3. „Schöne Bescherung” (Breitkopf, Frege, von Holst, Meurer, Trimpop/Frege) – 2:23
4. „La historia del pescador Pepe” (Breitkopf, Frege, von Holst, Meurer, Trimpop/Frege) – 3:17
5. „Vom Surfen und vom Saufen” (Breitkopf/Frege) – 2:49

## Single
- 1985 „Faust in der Tasche”

## Wykonawcy
- Campino – śpiew
- Andreas von Holst – gitara
- Michael Breitkopf – gitara
- Andreas Meurer – gitara basowa
- Trini Trimpop – perkusja